# Jane Eyre nel castello dei Rochester
Jane Eyre nel castello dei Rochester (Jane Eyre) è un film per la televisione del 1970 diretto da Delbert Mann e tratto dal romanzo omonimo scritto da Charlotte Brontë nel 1847. Tra gli interpreti figurano Susannah York, George C. Scott, Rachel Kempson e Ian Bannen.

## Trama
L'orfana Jane Eyre, dopo una tetra infanzia trascorsa all'istituto di carità Lowood, viene assunta dal ricco Edward Rochester come istitutrice nella sua villa di campagna, Thornfield Hall, dove seguirà negli studi la sua pupilla, la francesina Adèle. Tra la giovane insegnante e il padrone di casa si instaura sin da subito un legame speciale, che va oltre la differenza di classe sociale, e che malgrado la presenza di un'altra donna, la bella e altolocata Blanche Ingram, culminerà con una proposta di matrimonio. Ma il giorno delle nozze, Jane scopre con sgomento che Rochester è già sposato, e che la moglie, Bertha, una pazza malata di mente, vive rinchiusa come una bestia nelle soffitte della villa. Il dolore è troppo forte, e la giovane fugge da Thornfield per trovare accoglienza nella casa del pastore St. John Rivers e delle sue sorelle, Diana e Mary. Qui Jane inizia una nuova vita, ma il pensiero di Rochester continua a tormentarla finché non decide di tornare indietro. Una volta giunta a Thornfield, Jane trova la villa distrutta dalle fiamme che Bertha aveva appiccato durante la notte, morendo nel rogo. Rochester, nel tentativo di salvare la moglie, era rimasto orrendamente sfigurato, e ora vive da recluso in una sua proprietà poco lontano. Ancora innamorata, Jane si reca immediatamente da lui e i due si riuniscono, finalmente liberi di sposarsi.

## Distribuzione
Inizialmente prodotto per la televisione, il film arrivò in Europa direttamente nelle sale cinematografiche, con una prima nel Regno Unito nel dicembre 1970. Negli Stati Uniti venne regolarmente trasmesso sulla rete NBC il 21 marzo 1971. 
In Italia il film uscì il 18 maggio 1971 su distribuzione P.E.A., per poi essere trasmesso per la prima volta in televisione dal 25 novembre al 16 dicembre 1979 ogni domenica pomeriggio su Rai 1, diviso in 4 puntate da 30 minuti circa.